# Xysticus clercki
Xysticus clercki là một loài nhện trong họ Thomisidae.
Loài này thuộc chi Xysticus. Xysticus clercki được Jean Victor Audouin miêu tả năm 1826.